# 민족공동사회
민족공동사회(독일어: Volksgemeinschaft 폴크스게마인샤프트[ˈfɔlksɡəˌmaɪnʃaft][*])란 원래 제1차 세계대전 당시 독일인들의 전쟁 지지 구호로 사용된 말이었고, 이후 엘리트주의를 극복하고 모든 계급이 민족적으로 단결해 국가의 목적을 달성해야 한다는 사상으로 발전했다.:39
민족공동사회라는 말은 고틀로프 아우구스트 티텔이 1791년 존 로크의 저술을 번역하면서 처음 독일어에 등장했다.  19세기 들어 "민족공동사회"라는 말을 사용한 인물들로는 프리드리히 슐라이어마허, 프리드리히 카를 폰 사비니, 카를 테오도어 벨커, 요한 카스파어 블룬트슐리, 헤르만 슐체, 빌헬름 딜타이, 빌헬름 분트 등이 있었다.  그 중 가장 영향력이 컸던 것은 페르디난트 퇴니스의 『공동사회와 이익사회』(1887년)였다. 수십년 뒤인 1932년, 퇴니스는 나치가 자신의 공동사회 개념을 이용하는 것을 반대하여 독일사회민주당에 입당했고, 히틀러 정권은 퇴니스를 명예교수직에서 쫓아냈다.
1914년, 독일 황제 빌헬름 2세는 의회에서 “성내평화”를 선언했다. 그 내용인즉 앞으로 독일국(라이히)에 속한 모든 존재는, 지역차를 갖는 제후국들이건, 경제적으로 상중하층 계급이건, 종교적으로 천주교건 개신교건, 환경적으로 농촌이건 도시건, 그런 차이들은 존재하지 않으며, 전쟁이 끝날 때까지는 오로지 독일 민족만이 존재할 것이라는 내용이었다. "성내평화"가 발생시킨 대동단결의 감각은 1차대전 중 많은 독일인들 사이에 공유되었고, 전쟁 이후에도 그 공유가 계속되었다. 이런 과정을 거치면서 1차대전기의 "성내평화"가 전간기의 "민족공동사회"로 용어의 전환이 이루어졌다.
바이마르 공화국에서 민족공동사회 개념은 독일이 마주하게 된 경제위기를 대동단결해서 이겨내자는 경험의 공유로 작동했다. 그 뒤 나치당은 이 개념을 받아들여 유대인, 전쟁모리배, 마르크스주의자, 협상국 등의 세력이 독일의 민족적 단결을 저해하여 1918년 1차대전 패전을 야기했던 존재들이라고 비난했다.:39
나치 정권 하의 1933년-1945년 동안 나치가 이야기한 민족공동사회 건설이 성공했는지 여부는 역사학자들 사이에 아직도 논쟁 중이다. 나치와 히틀러가 이 용어를 아주 모호한 의미로 사용한 것도 논쟁의 어려움을 더한다.

## 같이 보기
- 피와 땅
- 계급협조론
- 공동사회와 이익사회